# Malé Zlievce
Malé Zlievce es un municipio del distrito de Veľký Krtíš en la región de Banská Bystrica, Eslovaquia, con una población estimada a final del año 2024 de 285 habitantes.
Se encuentra ubicado al suroeste de la región, en la cuenca hidrográfica del río Ipoly —un afluente izquierdo del Danubio— y cerca de la frontera con la región de Nitra y con Hungría.

## Demografía
| Año        | 1994 | 2004    | 2014     | 2024    |
| ---------- | ---- | ------- | -------- | ------- |
| Población  | 236  | 252     | 279      | 285     |
| Diferencia |      | +6,77 % | +10,71 % | +2,15 % |

| Año        | 2023 | 2024    |
| ---------- | ---- | ------- |
| Población  | 274  | 285     |
| Diferencia |      | +4,01 % |